# Aloys Fuchs

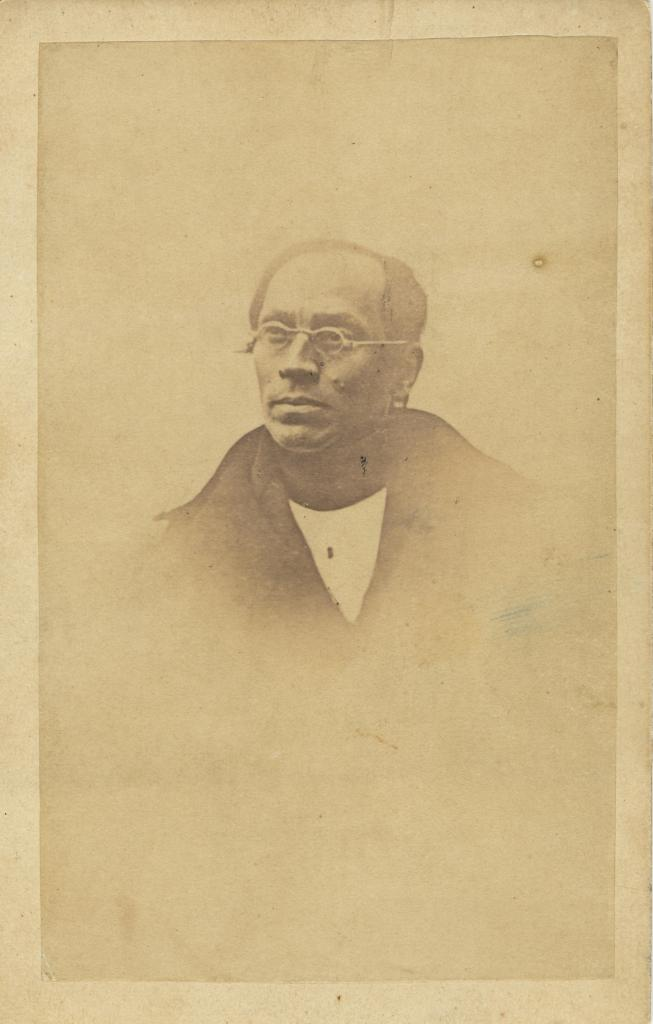
Aloys Fuchs

Aloys Anton Fuchs (* 22. Juni 1799 in Raase, Österreichisch-Schlesien; † 20. März 1853 in Wien) war ein mährisch-österreichischer k.k. Hofkriegsratsbeamter, Hofkapellsänger sowie Musikforscher und Musikaliensammler.

## Leben
Eine grundlegende musikalische Ausbildung erhielt Aloys Fuchs bis 1811 bei seinem Vater Philipp Fuchs, Lehrer in Raase (* 1765 in Braunsdorf/Schlesien heutiges Brumovice; † 1825 in Raase), anschließend im Minoritenkloster in Troppau. Seine Vorfahren kommen aus Braunsdorf und Piltsch in Polen (Batholomäus Fuchs geboren 1585). Wie Fuchs später Otto Jahn erzählte, wirkte er dort 1811 bei einer Aufführung von Beethovens C-Dur-Messe op. 86 mit, die Beethoven selbst dirigierte.
Bereits 1816 als 17-Jähriger ging er an die Universität Wien und studierte bis 1819 Philosophie, ab 1819 bis 1823 Rechtswissenschaften. Als Beamter im Hofkriegsrat war er unter anderem Mitarbeiter von Raphael Georg Kiesewetter. 1835 avancierte Fuchs zum „k. k. Hofkriegs-Conceptsadjunct“.
1820 begann er seine Musikbibliothek aufzubauen und stand in regem Kontakt mit anderen Autographensammlern wie dem aus Böhmen stammenden Franz Hauser, Raphael Georg Kiesewetter oder Georg Poelchau, ebenso mit Carl Ferdinand Becker in Leipzig.
Ab 1829 wirkte Aloys Fuchs im Vorstand und als Mitglied des Comités für Bibliothek und Archiv der Gesellschaft der Musikfreunde in Wien – bei dessen Aufbau er sich neben Kiesewetter besondere Verdienste erwarb – und widmete sich mehr und mehr seiner Leidenschaft, der Musik. Er kam auf diesem Weg mit bekannten Persönlichkeiten in Kontakt, so Leopold von Sonnleithner, dem Förderer Franz Schuberts. 1836 engagierte ihn die Kaiserliche Hofkapelle als Sänger.
Neben seiner Sammelleidenschaft verfasste er zahlreiche Schriften über Musik. 1843 bis 1848 gehörte er zu den Mitarbeitern der Allgemeinen Wiener Musik-Zeitung, die August Schmidt herausgab. Er wohnte bis ca. 1845 in Wien 6, In der Laimgrube Nr. 184 und zuletzt in Wien 2, Obere Augartenstraße Nr. 170.
Die Musikalien- und Autographensammlung von Fuchs umfasste (1835 bereits ca. 700) Werke in eigenhändiger Notenschrift u. a. von Johann Sebastian Bach, Georg Friedrich Händel, Christoph Willibald Gluck, Josef Haydn, Wolfgang Amadeus Mozart, Ludwig van Beethoven und anderer Komponisten aus Italien, Frankreich und England sowie Werkkataloge und Handschriften berühmter Theoretiker (Matheson, Forkel, Kirnberger, Marpurg, Gerber u. a. m). In dieser Sammlung befanden sich auch Porträts von Tonkünstlern und Komponisten, biographische und ästhetische Werke. Die Besichtigung der Sammlung war jedermann gestattet. Fuchs war vielfach als Gutachter für Musikautographen tätig (daher tragen auch zahlreiche nicht aus seiner Sammlung stammende Autographen Bezeichnungen in seiner charakteristischen Handschrift).
Nach seinem Tod wurde die Sammlung von seiner Witwe verkauft, da sie mit ihrer kargen Witwenpension sich und die vier halbwüchsigen Söhne nicht ausreichend versorgen konnte.
Ein Teil konnte 1853 von der Bibliothek des österreichischen Benediktinerstiftes Göttweig erworben werden. Dadurch gelangten nicht nur die Bibliothek und der handschriftliche Nachlass des Wiener Musikgelehrten Raphael Georg Kiesewetter (1773–1850), sondern auch eine umfangreiche Kollektion kostbarer Musikdrucke und Manuskripte des 17. bis 19. Jahrhunderts nach Göttweig. Der größte Teil seiner Sammlung kam 1879 in die Königliche Bibliothek nach Berlin.

## Familie
Fuchs war verheiratet mit Antonia Huber (1812–1891). Er hinterließ seiner Witwe vier Söhne: Ludwig (1836–1906), Johann Nepomuk (1838–1882), Josef (1843–1912) und Karl Leopold (1847–1874). Die gleiche Quelle informiert über zwei weitere Kinder, einen Jungen im Alter von 5 Jahren († Januar 1842 ) und eine Tochter († Juni 1842). Es handelt sich dabei um den vorverstorbenen Sohn Rudolf Wolfgang Joseph Fuchs (1837–1842) und die vorverstorbene Tochter Josepha Leopoldine Fuchs (1841–1842).

## Ehrenmitgliedschaften
- 1843 Verleihung der Ehrenmitgliedschaft des Dom-Musikvereins und des Mozarteums zu Salzburg[11]
- 1844 Verleihung des Diploms der Ehrenmitgliedschaft des Prager Vereins der Kunstfreunde der Kirchenmusik[12]
- 1845 Verleihung des Diploms zum Ehrenmitglied der Accademia e Congregazione di Sta. Cecilia in Rom[13]
- 1847 Verleihung der Diplome eines korrespondierenden Mitglieds des niederländischen Instituts zur Beförderung der Tonkunst in Rotterdam und eines Ehrenmitgliedes des Carlsbader Musikvereins[14]

## Werke
Fuchs hat zahlreiche kürzere Artikel, zumeist über Gluck und Mozart, veröffentlicht u. a. in: Monatsbericht der Ges. der Musikfreunde (1829), Allgemeiner mus. Anzeiger (1839), Allgemeine Wiener Musik-Ztg. (1841–1845), Allgemeine Theaterztg. (1842, 1856), Caecilia (1844), Sonntagsblatt für heimische Interessen (1846), NZfM (1848, 1850), Neue Berliner Musikztg. (1849, 1851), Blätter für Musik, Theater und Kunst (1855) und weitere hs. Verz. zu J. G. Albrechtsberger, L. van Beethoven, A. Caldara, A. Corelli, G. Frescobaldi, J. J. Froberger, J. J. Fux, Chr. W. Gluck, G. Fr. Händel, J. M. Haydn, J. K. Kerll, J. Kuhnau, B. Marcello, Go. und Ge. Muffat, L. Spohr, G. Tartini und A. Vivaldi; vgl. H.Schaeffer 1998
- Alphabetischer Katalog über die in meiner Sammlung befindlichen Porträts von Tonkünstlern. Handschriftlicher Katalog von der Hand Aloys Fuchs aus dem Jahr 1837.[16]
- Richard Schaal (Hrsg.): Thematisches Verzeichnis der sämtlichen Kompositionen von Joseph Haydn, zusammengestellt von Alois Fuchs, 1839. Verlag Heinrichshofen, Wilhelmshaven 1968.

Hinweis auf ein zu Unrecht Aloys Fuchs zugeschriebenes Werk:
Im Katalog der Bayerischen Staatsbibliothek wird unter den Werken von Aloys Fuchs, Punkt 9 aufgeführt: 12 Deutsche Tänze samt Trios und Coda: Aufgeführt im k. k. großen Redoutensaale im Carnaval 1815. Fuchs, Aloys, 1799–1853. Wien, [1815?]. Laut Titelblatt ist aber als Komponist Graf Aloys von Fuchs angegeben, sodass die Urheberschaft von Aloys Fuchs (Alter 16 Jahre) nicht gegeben erscheint.